# Oxendale Beck
Der Oxendale Beck ist ein Wasserlauf im Lake District, Cumbria, England.
Der Oxendale Beck entsteht aus dem Zusammenfluss von Buscoe Sike, Crinkle Gill und Browney Gill im Westen des Great Langdale Tals. Der Fluss fließt in östlicher Richtung bis zu seiner Vereinigung mit dem Mickleden Beck zum Great Langdale Beck.